# スーパー マリオパーティ
『スーパー マリオパーティ』（英: Super Mario Party）は、 エヌディーキューブ、シーエイプロダクション、ウィルが開発、任天堂より2018年10月5日に発売されたNintendo Switch専用パーティーゲームソフト。

## 概要
マリオパーティシリーズでは初のNintendo Switch用ソフト。据置機のシリーズ作品では2015年に発売された『マリオパーティ10』以来11作品目となり、据置機作品では初めてタイトルにナンバリングされていない作品となっている。
テレビモードでの4人プレイだけでなく、Switch本体が2台あれば、Joy-Conをおすそわけし、テーブルモードで最大4人で遊ぶことができる。携帯モードでのプレイには対応していないが、別途Joy-Conとその充電器を用意すればNintendo Switch Liteでもプレイ可能。
発売日と同日にマイニンテンドーストア限定で、ソフトとSwitch本体とのセット「マイニンテンドーストア Nintendo Switch＋スーパー マリオパーティセット」も発売。また2018年12月1日には、ソフトとJoy-Con2本がセットになった「スーパー マリオパーティ 4人で遊べる Joy-Conセット」が発売された。
シリーズ初のオンラインプレイに対応しており、発売当初は世界中のプレイヤーやフレンドとミニゲームを遊ぶモード「オンラインアスロン」のみで、2021年4月27日のアップデートによりマリオパーティ、マリオパーティ2on2、フリープレイ（ミニゲームモード）でもオンラインプレイが可能となった。オンラインプレイは『Nintendo Switch Online』への加入が必要。
世界累計販売本数は2,000万本を突破しており、これは2024年時点でシリーズ最高のセールスである。

## ストーリー
これまでのマリオパーティで誰がスーパースターか散々争ったマリオ達。未だに決まっておらず、今度こそ本気で本当のスーパースターを決めるためのパーティを始めることにした。キノピオとキノピコがオーナーとなって始めようとすると、クッパがクッパJr.とその部下を連れて、「我々にもスーパースターになる権利がある」と発言し飛び入り参加。またクッパはキノピオ達では頼りないと言うことで厳しくジャッジする為にカメックをオーナーに指名した。そしてキノピオ達は会場を作り、ここで本当のスーパースターを決めるパーティが始まった。

## ゲームモード
マリオパーティ
双六で遊ぶモード。ルールは『マリオパーティDS』までに近いものになっている。
マリオパーティ 2on2
2対2のチーム戦。サイコロはチーム2人が同時に振り、合計の数だけそれぞれ好きな方向に進むことができる。ルールは『マリオパーティ スターラッシュ』に近いものになっている。
ミニゲームモード
たくさんのミニゲームを遊び尽くすモード。
フリープレイ
本作に収録されているミニゲームを遊ぶモード。最初は選べるミニゲームに制限がかかっているが、他のモードをプレイすると解放されていく。システムは『マリオパーティDS』以前の作品に似ている。
ミニゲームアスロン
後述する「オンラインアスロン」のオフライン版。
陣取りバトル
ミニゲームに勝って陣地を増やすリバーシ。4人でミニゲームで戦い、勝ったプレイヤーがパネルを一枚取ることができる。ライバルのパネルを挟むと自分のパネルに変わる。また、選んだのが「+1」パネルだった場合、続けてもう一枚取ることができる。また、途中で「よこどりチャンス」が出現した場合、勝ったプレイヤーは相手のパネルを1枚横取りすることができる。全12ラウンドをプレイして1番パネルの数が多い人が優勝。
記録を見る
ミニゲームの記録やミニゲームアスロンのランキングを一覧できる。
チャレンジロード
ミニゲームを指定されたお題でクリアしていく1人用モード。最初はプレイできないが、全てのミニゲームが解放されるとプレイできるようになる。
オンラインアスロン
10種類のミニゲームの中から5つを選択し、連続でプレイしスコアを競うモード。世界中のプレイヤーと対戦する「ワールドマッチ」、離れたフレンドと対戦する「フレンドマッチ」の2つのモードがある。オフモードでのプレイも可能。
リバーサバイバル
4人で協力し、オールに見立てたJoy-Conを漕ぎながら川を下っていきゴールを目指すモード。途中のバルーンを割ることで発生するミニゲームをするとクリアタイムや獲得得点により、制限時間が延長される（後述の「#協力ミニゲーム」の欄参照）。
なりきりビート
Joy-Conを使い、画面の指示に合わせポーズを決めたり、腕を振ったりするリズムゲーム（後述の「#なりきりミニゲーム」の欄参照）。
トイパーティ
Switch本体2台を使って様々なゲームを遊べるモード。ゲームごとにそれぞれの本体を並べたり、別々に使い分けたりする（後述の「#トイパーティであそべるミニゲーム」を参照。

## 登場キャラクター

### プレイヤー
マリオサイドとクッパサイドから10人ずつ、合計でシリーズ最多の20人が使用可能。スタート直後のプレイヤー選択時に選ばれなかったキャラクターはマリオパーティ内で仲間として登場し、マリオパーティでは仲間マスに止まることで、マリオパーティ2on2では2ターン目およびラスト3ターンに配置された仲間キャラクターのいるマスを通ることで仲間にすることができる。なお、連れていける仲間は1ゲームにつき4人までで、2on2のみ、5人目を仲間にすることもできるが、その場合はそれまで仲間にしたキャラクターを1人手放さなければならない。
本作ではマリオとルイージを除いたプレイヤーキャラクターにも、テキストによるセリフが付いている。
本作にも『マリオパーティ スターラッシュ』のようにキャラクターごとに異なるサイコロが用意されている。『スターラッシュ』の時より極端化された面も多い。また、仲間にしたキャラクターが1～2のサイコロを叩いてプレイヤーの出した目に追加できる点は変わらないが、仲間にしたキャラクターのサイコロを使用しているプレイヤーキャラクターが常に先頭にいる点は大きく異なる。

#### マリオサイド
丸みを帯びたサイコロを使用する。
- マリオ

テキストによるセリフが用意されておらず、キノピオが通訳を行う。
サイコロの出目は「1・3・3・3・5・6」。ノーマルサイコロと似ているが、2～4にあたる目が3に均一化されている。
- ルイージ

マリオと同じくテキストによるセリフが用意されておらず、キノピオが通訳を行う。
サイコロの出目は『スターラッシュ』と同じく「1・1・1・5・6・7」。ノーマルサイコロから出目の差を大きくしたような構成。
- ピーチ

サイコロの出目は『スターラッシュ』と同じく「0・2・4・4・4・6」。偶数のみで構成されている。
- デイジー

サイコロの出目は「3・3・3・3・4・4」。『スターラッシュ』のキノピコとほぼ同じだが、3の出る確率が高くなっている。
- ワリオ

サイコロの出目は「-2コイン・-2コイン・6・6・6・6」。コインマイナスの目以外は全て6となっている。これは『スターラッシュ』のワルイージと同じである。
- ワルイージ

サイコロの出目は「-3コイン・1・3・5・5・7」。『スターラッシュ』のヨッシーとほぼ同じだが、コインを3枚失う可能性がある。
- ロゼッタ

サイコロの出目は「+2コイン・+2コイン・2・3・4・8」。進めるマスの期待値が最も低い。
- ヨッシー

サイコロの出目は「0・1・3・3・5・7」。『スターラッシュ』と同じく（0を除き）奇数のみで構成されているが、3の出る確率が高くなっている。
- ドンキーコング

隠しキャラクター。
サイコロの出目は「+5コイン・0・0・0・10・10」。『スターラッシュ』とほぼ同じだが、新たに+5コインが加わっている。
- ディディーコング

隠しキャラクター。プレイヤーとしては『スターラッシュ』以来2度目の登場。
サイコロの出目は「+2コイン・0・0・7・7・7」。『スターラッシュ』とほぼ同じだが、新たに+2コインが加わっている。

#### クッパサイド
角張った形状のサイコロを使用する。
- クッパ

本作では全てのモードで使用可能。『10』では「クッパパーティ」「amiiboパーティ」のみ使用可能だった。
サイコロの出目は「-3コイン・-3コイン・1・8・9・10」。出目の期待値が最も高いが、コインを3枚失う可能性も高い。
- クリボー

プレイヤーとしてはシリーズ初登場。
サイコロの出目は「+2コイン・+2コイン・3・4・5・6」。ノーマルサイコロとあまり変わらないが、1と2が+2コインに差し替えられている。
- ヘイホー

プレイヤーとしては『9』以来2度目の登場。
サイコロの出目は「0・4・4・4・4・4」。安定して4マス進めるが、全く進めない場合もある。
- ノコノコ

ヘイホーと同じく、プレイヤーとしては『9』以来2度目の登場。
サイコロの出目は「1・1・2・3・3・10」。ほとんどが3マス以下だが、たまに10マス進める場合がある。
- チョロプー

プレイヤーとしてはシリーズ初登場。
サイコロの出目は「+1コイン・2・3・4・5・6」。1が+1コインに差し替えられているのみで、ノーマルサイコロとほとんど変わらない。
- クッパJr.

プレイヤーとしては『アイランドツアー』以来2度目の登場。
サイコロの出目は「1・1・1・4・4・9」。ノコノコとよく似た構成になっている。
- テレサ

プレイヤーとしては『アイランドツアー』以来6度目の登場。
サイコロの出目は「-2コイン・-2コイン・5・5・7・7」。ワリオとよく似た構成になっている。
- ハンマーブロス

プレイヤーとしては『8』以来2度目の登場。
サイコロの出目は「+3コイン・1・1・5・5・5」。1/2の確率で5が出る他、+3コインも強い要素になることがある。
- カロン

隠しキャラクター。プレイヤーとしては『8』以来3度目の登場。
サイコロの出目は「1・1・1・6・6・6」。ルイージと似ているが、こちらは上下共に均一化されている。
- プンプン

隠しキャラクター。マリオパーティシリーズ初登場。
サイコロの出目は「0・3・3・3・3・8」。中間4つが均一化されているが、残り2つは両極端。

### 司会
- キノピオ

受付はそれぞれの色のキノピオが担当する。
- キノピコ

主にマリオパーティやマリオパーティ2on2のスターを渡す役として登場。また、一部のミニゲームにも登場する。
- カメック

シリーズ通じて初の司会。
主にマリオパーティやマリオパーティ2on2のドッキリマス（シリーズとしてはクッパマスが相当）の担当。
クッパやクッパJr.に対しては丁寧な口調で話す。

## ボードゲーム
今作では4人でボードマップを回る「マリオパーティ」と2対2で自由にボードマップを回る「マリオパーティ2on2」の2つのルールがある。マリオパーティ『8』および『DS』のルールとほぼ同様になった。ターン数は10ターンから20ターンまで（カメックのゴージャスタワーのみ30ターンもある）。今作ではミニゲームパックの設定、ハンデの有無の設定、ボーナススターの有無の設定は廃止された。

### マリオパーティのルール
ゲーム開始時点ではサイコロは1〜6の出るノーマルサイコロとキャラクターごとに異なるキャラサイコロを所持している。マスに止まると、マスによって様々なイベントが発生する。全員の移動が終わると止まったマスごとにチーム分けされ、ミニゲームが始まる。順位やチームの勝ち負けによって貰えるコイン数が異なる。残り3ターンになると途中経過が発表され、以前はビリのプレイヤーが呼び出されルーレットで次の中から1つ追加ルールを決める場面もあったが、本作ではビリも関係なく、選ばれたプレイヤーがスタート地点に呼び出され、アイテムを貰える。この流れを1ターンとし規定数のターン数を繰り返すとゲーム終了となり、ボーナススターの発表後その時点でスターを一番多く（スターの枚数が同じ場合はコイン数）持っているプレイヤーが優勝となる。

### アイテム
アイテムはアイテムマスに止まるかアイテムショップやハプニングイベントで手に入れることができる。マリオパーティでは各プレイヤー、マリオパーティ2on2ではチームで最大3つまで持つことができ、サイコロを叩く前に1つだけ使用できる。ラスト1ターンになるとアイテムショップのアイテムは全て売り切れになる。

### ラスト3ターンイベント
ラスト3ターンになると以下のようなことが起こる。
- 共通

ゲストが勝利予想を行い、選ばれたプレイヤー・チームはアイテムを獲得できる。
「ドッキリマス」をパワーアップさせ「スーパードッキリマス」になる。
- マリオパーティ

「プラスマス」でもらえるコイン数と「マイナスマス」で失うコイン数が6コイン（「カメックのゴージャスタワー」では10コイン）になる。
「カメックのゴージャスタワー」のみ一度にもらえるスターが最大3つになる。
- マリオパーティ2on2

一度にもらえるスターが最大2つになる。
新たに仲間キャラクターがマップ上に現れる。

### ボーナススター
ゲーム終了後の結果発表の前にボーナススターが発表され、10・15ターンに設定した場合は2種類、20・30ターンに設定した場合は3種類発表される。受賞されたプレイヤーにはスターを1つ、チームには個人に1つずつもらえる。
ミニゲームボーナス
「ミニゲームで1位になった回数」が多いプレイヤーに贈られる。2on2ではチームで受賞できる。
コインボーナス
「手に入れたコインの合計枚数」が一番多いプレイヤーに贈られる。
ハプニングボーナス
「ハプニングマス」に一番多く止まったプレイヤーに贈られる。
アイテムボーナス
「アイテムを使用した回数」が最も多かったプレイヤーに贈られる。
ランニングボーナス
「一番多く移動した」プレイヤーに贈られる。
のんびりボーナス
「誰よりも移動しなかった」プレイヤーに贈られる。
レッドボーナス
「マイナスマスとドッキリマスに最も多く」止まったプレイヤーに贈られる。
ラッキー！仲間ボーナス
「名前を呼ばれた仲間がいる」プレイヤーに贈られる。
仲間がいれば誰が選ばれるかわからない為このボーナスは運で、受賞者は1人だけである。
ぞろぞろボーナス
「仲間を一番多く連れている」プレイヤーに贈られる。
ふんづけ!ボーナス
「ライバルを最もふんづけた」プレイヤーに贈られる。2on2のみのボーナス。
ふまれた!ボーナス
「ライバルに最もふまれた」プレイヤーに贈られる。2on2のみのボーナス。

## ミニゲーム
ボードゲームでは全員の移動が終わるとミニゲームが行われる。マリオパーティでは止まったマスによってミニゲームのジャンルが決定する。
今作からミニゲームの練習がルール画面からできるようになった。
本作では結果画面が『DS』以前のようにミニゲームの背景のまま結果発表に移るようになり、「○○ 勝ち」の表記も復活している。また、これまでの作品では引き分け時のアニメーションが負けた場合（『9』〜『ミニゲームコレクション』では最下位の場合）と同じだったが、本作では専用のモーションが追加されている。

## チャレンジロード
全てのミニゲームを開放すると遊べる、1人用のモード。プレイヤーは一本道を進み、80のチャレンジをクリアしながらゴールを目指す。チャレンジをクリアする条件はミニゲームで勝つ以外にも、「規定数のポイントを取る」「〇秒以内にクリアする」などがある。クリアすると次の道に進めるようになるが、何回も失敗した場合でも、チャレンジをスキップすることが可能。ステージの最後には1vs1で戦う特別ルールのミニゲームで対決し、勝利するとそのステージはクリアとなる。１度チャレンジロードをクリアすれば、クリア条件が厳しくなった「マスターチャレンジ」が遊べるようになる。